# Sandra Bubendorfer-Licht
Sandra Bubendorfer-Licht (nascida em 5 de setembro de 1969) é uma intérprete alemã e política do Partido Democrático Livre (FDP) que actua como membro do Bundestag pelo estado da Baviera desde 2019.

## Carreira política
Bubendorfer-Licht é presidente da associação distrital Mühldorf am Inn do FDP Baviera. Ela é observadora do comité executivo estadual do FDP Baviera.